# La Frontera (groupe)
Pour les articles homonymes, voir La Frontera.
La Frontera est un groupe de rock espagnol, originaire de Madrid.

## Histoire
Le groupe est formé en 1984 par Javier Andreu (chant), Tony Marmota (basse), José Bataglio (batterie), Quino Maqueda (guitare) et Rafa Hernández (guitare), un groupe d'amis, étudiants en publicité, qui s'étaient rencontrés à la Faculté des sciences de l'information de Madrid et qui faisaient partie de groupes tels que La Visión et Octubre. Au début, ils s'appellent Las Muñecas Repollo, un nom qui est rapidement remplacé par le titre de l'une de leurs premières chansons, La Frontera, à la suggestion du critique de rock Jesús Ordovás.
Après avoir remporté le festival Villa de Madrid en 1984 avec leur Duelo al sol et avoir gagné le premier prix, Rafa Hernández quitte le groupe pour former Desperados avec ses camarades d'Octubre et les anciens Números Rojos : Guille et Fernando Martín. En 1985, La Frontera sort son premier album intitulé La Frontera, un album avec des chansons comme La Ley de la horca, Pobre tahur et Cuatro Rosas Estación, ainsi qu'une adaptation de Viva Las Vegas.
Leur troisième album est Tren de medianoche, un album avec des chansons comme Mi Destino, Siete Calaveras ou Siempre hay algo que Celebrar. Toti Árboles n'était pas présent dans ce troisième album, il avait collaboré au deuxième et reviendrait plus tard dans le disque qui les a fait connaître au grand public sous le nom de Rosa de los Vientos avec des chansons qui ont été diffusées dans toutes les stations de radio espagnoles, comme El Límite, Juan Antonio Cortés ou Nacimiento de los Vientos, ou encore la chanson qui a donné son nom à cet album, Rosa de los Vientos, remportant un grand succès et étant l'un des groupes phares de la scène musicale de la fin des années 1980 et du début des années 1990 « Eh bien, ce que je voulais à ce moment-là, c'était m'éloigner un peu de l'image dans laquelle on nous avait catalogués, celle d'un groupe de cow-boys, d'un groupe de rock de cow-boys. C'est à ce moment-là que j'ai sorti toutes les armes de mon âme, plus liées à David Bowie et à la musique pop, au lieu des armes du rock 'n' roll. [...] Après trois ans d'interviews où l'on me disait « country, country, country », le moment était venu pour moi de montrer que j'aime Nick Lowe plus que tout », explique Javier Andreu.
En 1992, ils sortent l'album Capturados Vivos enregistré lors d'un concert donné à la Plaza Sony lors de l'Expo '92 à Séville, où la voix de Javier Andreu se joignit à la musique avec des chansons comme Lluvia, Aunque el tiempo nos separe et bien d'autres, ce qui fit de cet album live une compilation de ce qu'avait été La Frontera depuis ses débuts. L'album comprend Guillermo « Guille » Martín Jiménez à la guitare, récemment parti de Desperados et Ñete de Nacha Pop à la batterie. Après cela, ils ont passé deux ans à tourner dans tout le pays ; à ce moment-là, Quino Maqueda avait déjà quitté le groupe.
En 2005, ils sortent l'album 20 años y un día, une sélection de chansons de toute la carrière du groupe (réenregistrées avec les membres actuels du groupe) et quelques nouvelles chansons. Cette œuvre résume les 20 années passées dans la musique. En février 2011, ils sortent Rivas Creek, un album composé de 11 chansons et d'un titre bonus, entièrement composé par Javier Andreu, le leader du groupe. Ce travail est un retour aux sources, avec un son typiquement frontalier, ainsi que des chansons très personnelles. Pour présenter l'album, ils annoncent une tournée dans toute l'Espagne, dans de petites salles.
l'année 2014 marque le 30e anniversaire de la création du groupe. À cette occasion, Quarentena Ediciones publie le livre La Frontera. Palabras De Fuego (Conversaciones con Javier Andreu). Un an plus tard, en 2015, arrive le 30e anniversaire de la sortie de leur premier album. Après le départ de Nico, Harry Palmer à la guitare, Angelo Mancini à la trompette et Charlie Fierro au piano et aux claviers (qui avait déjà joué sur Capturados Vivos) rejoignent le groupe. Le groupe retourne chez Universal et le 2 juin sort le pack 2CD+DVD 30 años en el límite du concert enregistré dans la salle El Sol en février de la même année. En mai 2015, le groupe entame une tournée de plus de 20 concerts pour célébrer ses 30 ans de scène.

## Discographie

### Albums studio
- 1985 : La Frontera (Polydor)
- 1986 : Si el whisky no te arruina, las mujeres lo harán (Polydor)
- 1987 : Tren de medianoche (Polydor)
- 1989 : Rosa de los vientos (PolyGram)
- 1990 : Palabras de fuego (Polydor)
- 1992 : Capturados vivos (Polydor)
- 1994 : La Rueda de las armas afiladas (Polydor)
- 2000 : Nuevas aventuras (Zero Records)
- 2003 : Tu revolución (Universal)
- 2011 : Rivas Creek (Peer Music)
- 2015 : 30 años en el límite (2CD + 1DVD) (Universal Music Group)

### Album live
- 1996 : Siempre hay algo que celebrar (Polydor)

### Compilations
- 1988 : La Frontera
- 1989 : El límite
- 2006 : 20 años y un día (Music Bus)

### EP
- 2000 : No vuelvas sin ella
- 2004 : Cazador
- 2005 : No soy de aquí

### Singles
- 1985 : Duelo al sol